# Тартачка
Тарта́чка (інші назви — Тартацька, Тарташка) — річка в Україні, права притока Ікви (басейн Прип'яті). 

## Опис
Довжина 42 км. Площа водозбірного басейну 386 км². Похил 2,5 м/км. Долина завширшки до 3—4 км. Заплава двостороння, заболочена, завширшки до 1,1 км — меліорована. Річище звивисте, завширшки 7—10 м. Використовується як магістральний канал меліоративної системи. У басейні річки добувають торф.
В окремих джерелах назва річки вказується як Понора. 

## Походження назви
З давніх-давен заплава річки Тартачка була і залишається покрита лісами. І люди до сьогодення займаються заготівлею лісу.
Саме у злитті двох малих річок Іловиці та Замишівки стояла велика лісопильня — тартак. Саме від лісопильні і отримала назву річка Тартачка (або як її ще називають Тартацька).
В долині річки було і польське поселення з однойменною назвою Тартак. Під час другої світової війни у 1943 році німецькі загарбники повністю знищили лісопильню (тартак) і спалили поселення. Мало кому вдалося вижити у ті важкі часи. Після пожежі село так і не відродилось. У наш час мандруючи тими місцями можна знайти залишки цього поселення — частини посуду, будівель, металеві ковані цвяхи. На місці, де колись стояв костел, посеред лісу стоїть кам’яний хрест, який був встановлений після війни, як згадка прийдешнім поколінням про ті часи. Посеред лісу розташовується і кладовище де поряд із місцевими жителями поховані воїни радянської армії. Жителі навколишніх сіл, а також військовослужбовці з міста Дубно час від часу прибирають це кладовище, як пам’ять про ті жахливі часи. Біля річки Тартачка також розташовується кладовище вояків УПА, які загинули під час німецької окупації.

## Розташування
Бере початок від злиття річок Замишівки з Іловицею (у місці злиття споруджено ставок Тартак). Тече Кременецько-Дубнівською рівниною з південного сходу на північний захід, у межах Дубенського району Рівненської області.

## Населені пункти
Над річкою розташовані села Переросля та 
Дитиничі.

## Зображення

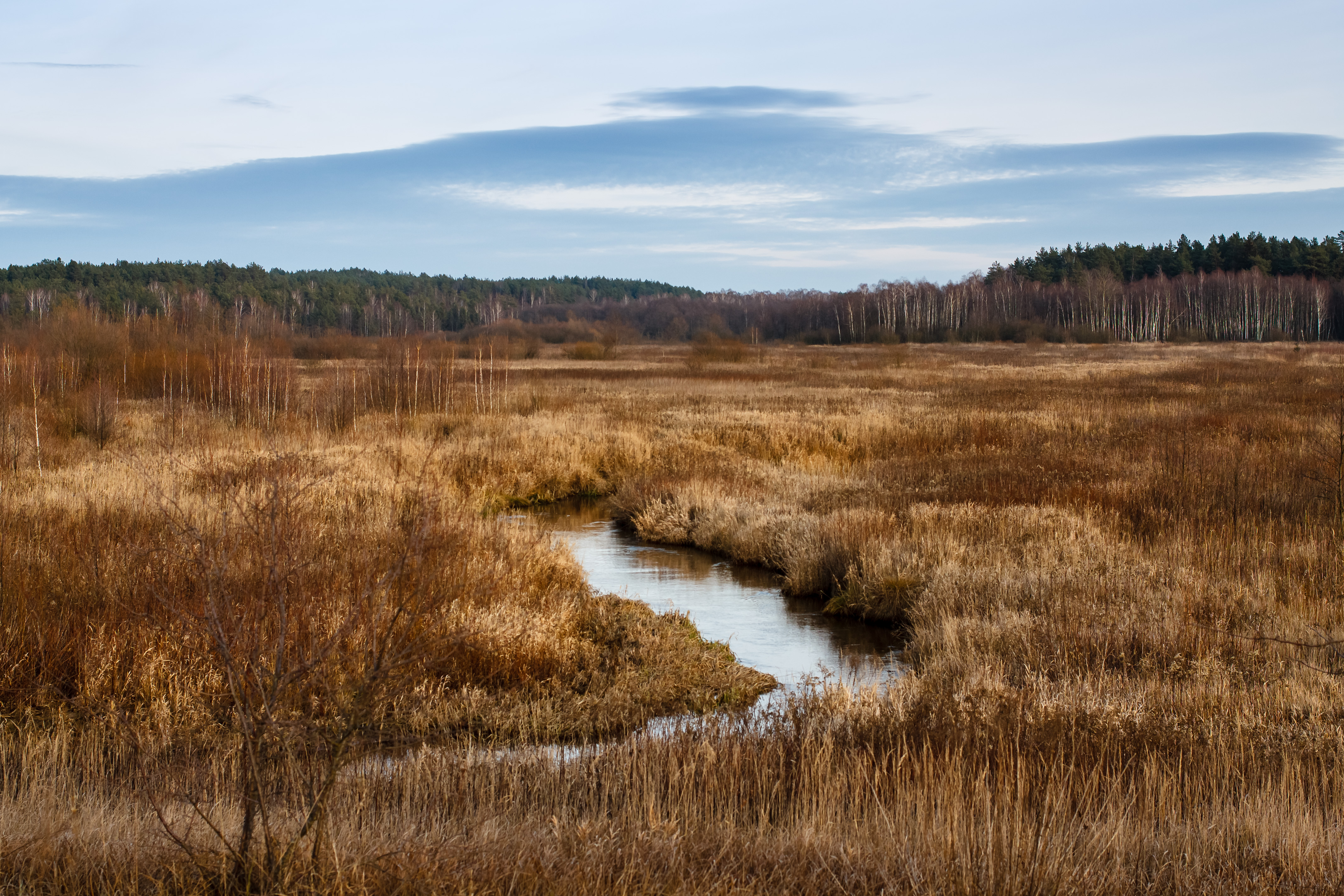
Річка Тартачка (зразу після злиття з р.Іловицею) 01
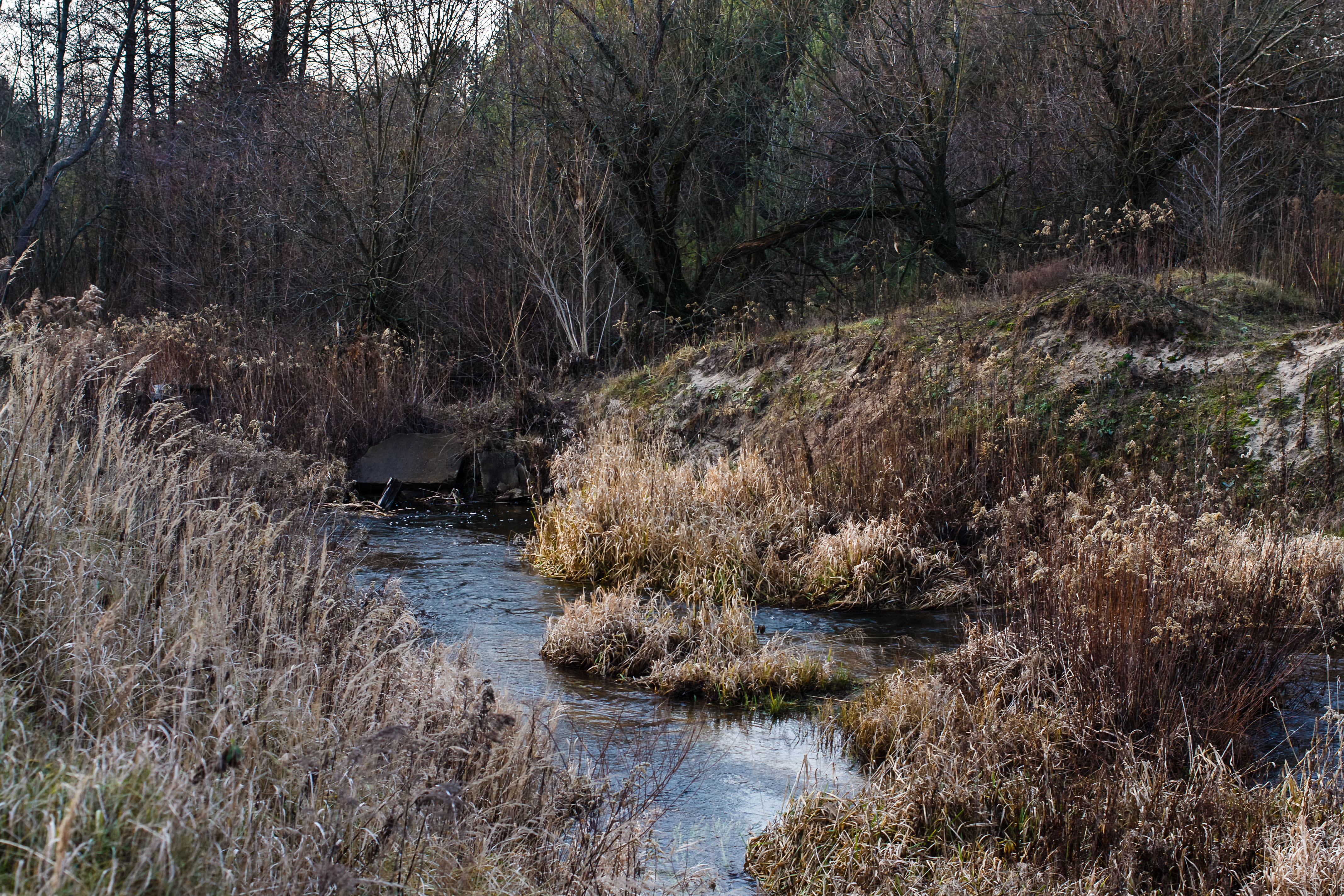
Річка Тартачка (зразу після злиття з р.Іловицею) 02